# 織田純一郎
織田 純一郎（おだ じゅんいちろう、1月18日 - ）は日本の歌手、作曲家、作詞家、音楽プロデューサーである。東京都武蔵野市出身。

## 人物
中学生時代に洋楽ポップスやロックに目覚め、ニッポン放送のオーデション番組の出演をきっかけに歌手として芸能界入りする。
正則学園高等学校卒業と同時に単身アメリカへ渡る。
留学中、ロバータ・フラックのリハーサルバンドにベーシストとして参加する。
帰国後、再渡米し、モータウンレコードの世界的なボーカルグループフォー・トップスの作詞家でもあり、音楽プロデューサーのブライアン・パッタンの紹介オーガナイズにより、アカデミー賞受賞バンド・モーテルズのメンバーとバンドを結成し、RCAレコードのプロデュサーのサポートの元、西海岸を中心にライブやレコーディングなどの音楽活動を行う。
再帰国後、知人の紹介でスタジオボーカルの仕事として東京ディズニーランドのトゥモローランドのテーマソングを歌う。
その後日本コロムビアに所属し、ゴダイゴのメンバーであるタケカワユキヒデ、浅野孝巳らと共にサポートメンバーとして、アルバム「ターンバック」「ハローアンドグッドバイ」に参加。同時期に全国コンサートツアーに参加する。また当時、タケカワユキヒデが日本で初めてDTMをライブレコーディングで使用し、コンサート活動やレコーディングを通じて、DTMに関連するパソコンなどのハード機器やソフトウェア開発にアドバイザー的に貢献する。
同時期にタケカワユキヒデの担当だった日本コロムビアのディレクターからのオファーにより、数々の有名人気TVアニメ主題歌を歌う事になる。
現在も歌手活動を行いながら音楽プロデューサーとしても作詞作曲などの楽曲提供や新人の発掘育成など活動の場を拡げている。

## 代表曲

### アニメ
- 闘将!!拉麵男
  - 輝け!ラーメンマン(オープニング主題歌）
  - 希望への旅（エンディング主題歌）

- ビックリマン
  - スーパーウォーズ(エンディング主題歌)
- 新ビックリマン
  - そして君にたどりついた（挿入歌）
  - Believeビリーブ（挿入歌）
  - デビル・カーニバル（『挿入歌）

- ドラゴンボールZ
  - 燃えよ！ドラゴンソルジャーズ(挿入歌）

### CM
- レナウンCMソング(チャージマツダ ルマン24時間耐久レース)
  - 少年-僕の紙飛行機-
    - 作曲・歌 - 織田純一郎 / 作詞 - 秋元康 / 編曲 - 稲川徹